# Friedrich Theodor Poselger
Friedrich Theodor Poselger (* 27. Mai 1771 in Elbing; † 9. Februar 1838 in Berlin) war ein deutscher Mathematiker.
Poselgers Vater war Stadtrat in Elbing. Poselger besuchte das Gymnasium in Elbing und studierte 1789 bis 1792 an der Universität Halle und anschließend an der Universität Göttingen zunächst Theologie und danach Jura. Danach war er Stadtrat in Elbing und Gerichtsassessor. 1795 heiratete er. 1808 zog er als Vertreter Elbings nach Berlin und studierte dort an der Universität Mathematik. Ab 1817 hielt er Vorlesungen über Mathematik an der Königlichen Allgemeinen Kriegsschule in Berlin und 1823 erhielt er den Professorentitel. Im gleichen Jahr wurde ihm von der Universität Berlin der Doktortitel verliehen. 1825 wurde er ordentliches Mitglied der Königlich-Preußischen Akademie der Wissenschaften. Er war Mitglied der Berliner Freimaurerloge Zur Eintracht.
Poselger übersetzte die Abhandlung von Diophantos von Alexandria über Polygonalzahlen (1810) und veröffentlichte über die Mechanik des Aristoteles und das 10. Buch der Elemente Euklids. Er veröffentlichte auch mathematische Arbeiten, angeregt durch die Lektüre antiker Mathematiker wie Archimedes und Diophant, zum Beispiel zahlentheoretische Arbeiten in den Abhandlungen der Berliner Akademie (1827, 1832).
Er heiratete 1795 Justine Helene du Bois. Das Paar hatte zwei Söhne und zwei Töchter.

## Schriften
- (Als Respondent): De Theoremate Tayloriano, Sive De Lege Generali, Secundum Quam Functiones Mutentur, Mutatis A Quibus Pendeant Variabilibus. Francke, Halle 1791. (Digitalisat)
- Statices elementa. Enslin, Berlin 1818. (Digitalisat)
- Allgemeine Grundsätze von Gleichgewicht und Bewegung. Enslin, Berlin 1824. (Digitalisat)
- Anleitung zu Rechnungen der Geodäsie. Dümmer, Berlin 1831. (Digitalisat)
- Mechanische Probleme (Quaestiones mechanicae). Schmorl & von Seefeld, Hannover 1881. (Digitalisat)
- Der farbige Rand eines durch ein biconvexes Glas entstehenden Bildes, untersucht, mit Bezug auf Herrn von Göthe's Werk:Zur Farbenlehre. (Zeitschriftenbeitrag) (Digitalisat)